# Bezpieczeństwo energetyczne
Bezpieczeństwo energetyczne – stan gospodarki umożliwiający pokrycie perspektywicznego zapotrzebowania odbiorców na paliwa i energię, w sposób technicznie i ekonomicznie uzasadniony, przy zachowaniu wymagań ochrony środowiska.
Stan ten zapewniają dywersyfikacja dostaw importowanych paliw oraz zwiększanie udziału energii ze źródeł odnawialnych, zdolności wydobywczej ze złóż krajowych – ropy naftowej, gazu ziemnego oraz wykorzystanie krajowych złóż węgla, co pozwala na nieprzerwaną pracę systemu energetycznego kraju w sytuacji przerwania dostaw z jednego źródła. Do zwiększenia bezpieczeństwa energetycznego może również przyczyniać się rozproszenie źródeł energii.

## Dywersyfikacja w Polsce

### Dywersyfikacja dostaw paliw

#### Ropa naftowa
Obok dostaw rurociągami („Przyjaźń”) Polska dysponuje naftoportem w Gdańsku. Planowane jest przedłużenie ropociągu Odessa-Brody z Ukrainy do Polski („Sarmatia”, w październiku 2007 planowano powołanie spółki „Nowa Sarmatia”).
Prace poszukiwawcze na Bałtyku prowadzi Petrobaltic (również niewielkie wydobycie). Rozpatruje się opcję rewersu na ropociągu „Przyjaźń” i połączenia z portem w Wilhelmshaven.

#### Gaz ziemny
Na przełomie lat 2015/2016 wydobycie krajowe zaspokajało ok. 1/3 zapotrzebowania na gaz w Polsce. Pozostałe 2/3 pochodziły z importu, przede wszystkim z Rosji.
PGNiG planowało doprowadzenie do sytuacji, w której 1/3 gazu miało pochodzić z wydobycia krajowego, 1/3 będzie importowana ze Wschodu, a 1/3 będzie importowana ze Skandynawii i poprzez terminal LNG w Świnoujściu. W 2009 r. PGNiG podpisało umowę na dostawy skroplonego gazu LNG w latach 2014–2034 z katarskim dostawcą gazu LNG Qatargas.
Największe możliwości zwiększenia wydobycia gazu w Polsce są zdaniem ekspertów z Państwowego Instytutu Geologicznego na Podkarpaciu i w Niecce Gorzowsko-Zielonogórskiej.
Prace poszukiwawcze na Bałtyku prowadzi Petrobaltic (również niewielkie wydobycie gazu).
Prowadzone były również poszukiwania złóż gazu łupkowego.

##### Alternatywne dostawy
- Gazociągi[8]:
  - Gaz skandynawski:
    - Gazociąg Baltic Pipe (ew. połączony z gazociągiem Skanled)
    - Gazociąg z Göteborga
    - Gazociąg norweski[9]

  - Gaz rosyjski:
    - odnoga Gazociągu Północnego
    - Gazociąg Jamał II (druga nitka gazociągu jamalskiego)
    - Gazociąg Amber[10] (nazywany również Jantar[11])

  - Gaz państw Azji Centralnej, Azerbejdżanu i Iranu:
    - odnoga Gazociągu Nabucco
    - Gazociąg Sarmacja
    - Gazociąg Biały Potok (White Stream)

  - Inne:
    - Gazociąg Bernau-Szczecin (połączenie z systemem niemieckim)
    - odnoga Gazociągu Opal (połączenie z systemem niemieckim)
    - Gazociąg Ustiług-Zosin-Moroczyn (połączenie z systemem ukraińskim)
    - połączenie z systemem litewskim
    - fizyczny rewers na gazociągu jamalskim w Lubusz (dzielnica Mallnow) (docelowa przepustowość 5,5 mld m³)
- Terminal LNG w Świnoujściu (gazoport) (przepustowość 5 mld m³, planowane zwiększenie do 7,5–10 mld m³)

#### Biopaliwo i biogaz

##### Biopaliwo
Są to głównie biodiesel i bioetanol.

### Energetyka polska

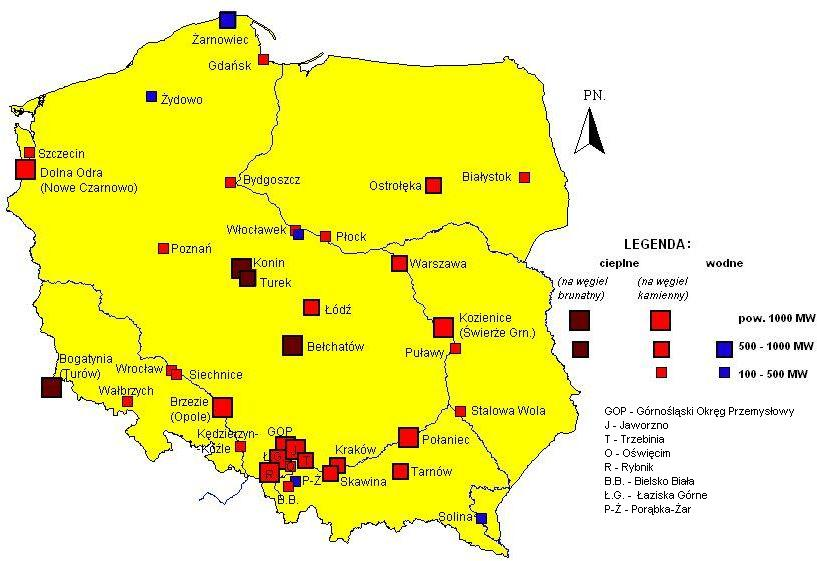
Elektrownie i większe elektrociepłownie w Polsce

W 2008 r. prawie 96% energii elektrycznej produkowanej w Polsce pochodziło z elektrowni węglowych w proporcji ok. 40% z węgla brunatnego i ok. 60% z węgla kamiennego.
Według projektu Polityki Energetycznej Polski do 2030 roku planowane jest podwojenie zużycia energii elektrycznej i oparcie funkcjonowania polskiej energetyki głównie na czterech grupach energetycznych z większościowym udziałem Skarbu Państwa. Według dokumentu kluczowym surowcem do 2030 r. pozostanie węgiel kamienny, jednak jego udział w produkcji elektryczności spadnie do 40%. Energia odnawialna miał zwiększyć swój udział do 15% do 2020 roku, nawet do 10% zużywanej energii elektrycznej ma pochodzić z planowanej polskiej elektrowni atomowej o mocy 1200 MW.

## Magazynowanie
Duże znaczenie dla bezpieczeństwa energetycznego ma magazynowanie paliw i energii (gazu, ropy naftowej, energii odnawialnej).

### Magazynowanie ropy naftowej w Polsce
Największe naziemne magazyny ropy zlokalizowane są w Adamowie przy granicy z Białorusią, w pobliżu Płocka oraz Gdańsku.
Ropa naftowa jest magazynowana również w kawernach. Jedyne w Polsce podziemne magazyny ropy naftowej i paliw znajdują się w miejscowości Góra. Należą do IKS Solino, spółki zależnej Orlenu. Planowana jest budowa magazynu pod istniejącą już naziemną bazą paliwową OLPP w Dębogórzu.

### Magazynowanie gazu ziemnego w Polsce
Gaz ziemny jest magazynowany w PMG Brzeźnica, PMG Husów XII, PMG Strachocina, PMG Swarzów. Planowana jest rozbudowa lub budowa PMG Mogilno, PMG Wierzchowice, PMG Kosakowo, PMG Kałuszyn, PMG Daszewo, PMG Chabowo.

## Alternatywy
Prowadzone są badania nad zwiększeniem efektywności i opłacalności zgazowywania węgla, benzyną syntetyczną, ogniwami z wykorzystaniem tzw. biowęgla (biokarbonu), synergią węglowo-jądrową, sztuczną fotosyntezą czy paliwem wodnowęglowym.
Pewne niewielkie znaczenie ma recykling tworzyw sztucznych, np. uzyskiwanie paliw płynnych metodą krakingu.